# Crazy (drużyna e-sportowa)
CR4ZY (wcześniej Valiance & Co) – europejska drużyna e-sportowa, założona w 2017 roku. Sekcje posiada w grze Counter-Strike: Global Offensive. 

## Counter-Strike: Global Offensive
21 października 2017 roku Valiance pojawiło się na scenie e-sportowej CS:GO, po tym jak przejęła Binary Dragons. 9 czerwca 2019 organizacja zmieniła nazwę na CR4ZY. 30 września nexa i huNter przeszli do G2 Esports, a CR4ZY zakontraktowało trzech graczy: SHiPZ'a, emi'a oraz Neil_M'a jako trenera formacji. 21 stycznia 2020 roku skład został sprzedany za 1,5 mln dolarów północnoamerykańskiej organizacji c0ntact Gaming. Drużyna powróciła do CS:GO 18 lutego 2020, kiedy przejęli ukraińsko-białoruską formację Project X. CR4ZY z sekcji Counter-Strike'a: Global Offensive zarobiło ok. 243 tysięcy dolarów.

### Obecny skład
Źródło:.
| Kraj     | Nick    | Imię i nazwisko        | Data dołączenia |
| -------- | ------- | ---------------------- | --------------- |
| Białoruś | dERZKIY | Igor Radosavlevich     | 18 lutego 2020  |
| Białoruś | dOBRIY  | Roma Rusak             | 18 lutego 2020  |
| Ukraina  | Sergiz  | Sergey Atamanchuk      | 18 lutego 2020  |
| Ukraina  | Psycho  | Alexandr Zlobin        | 18 lutego 2020  |
| Ukraina  | SENSEi  | Dmitry Shvorak         | 18 lutego 2020  |
| Ukraina  | Johnta  | Ivan Shevtsov (trener) | 18 lutego 2020  |

### Osiągnięcia
Źródło:.
- 3/4. miejsce - Qi Invitational
- 3/4. miejsce - Good Game League 2018
- 2. miejsce - Esports Balkan League: Season 2
- 1. miejsce - LOOT.BET Cup #3
- 3/4. miejsce - DreamHack Open Rio de Janeiro 2019
- 2. miejsce - DreamHack Open Tours 2019
- 2. miejsce - Europe Minor Championship - Berlin 2019
- 2. miejsce - Arctic Invitational 2019
- 1. miejsce - DreamHack Open Rotterdam 2019
- 3/4. miejsce - DreamHack Open Atlanta 2019
- 3/4. miejsce - DreamHack Open Winter 2019
- 2. miejsce - DreamHack Open Sevilla 2019